# Toca-me, Senhor Jesus
Toca-me, Senhor Jesus é o álbum de estreia do grupo Santa Geração, liderado por Antônio Cirilo, lançado em 2000 de forma independente. Conta com a participação do cantor David Quinlan.

## Faixas
1. "Jesus, Jesus, Jesus"
2. "Josué 22:5"
3. "Eu Busco ao Senhor"
4. "Junto à Cruz"
5. "Uma Chamada para as Nações"
6. "Eu Quero viver para Deus"
7. "Toca-me"
8. "Jeremias 29:11"
9. "Acende o Teu Fogo"
10. "Arrependimento das Obras Mortas"
11. "Palavra Profética"
12. "Santa Geração"